# ISO 3166-2:MO

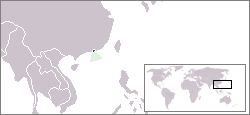
کشور ماکائو

کد ISO 3166-2:MO بخشی از استاندارد ایزو ۳۱۶۶ برای کشور ماکائو است که توسط سازمان بین‌المللی استانداردسازی ISO تنظیم شده‌است این سازمان، کدهای استاندارد را برای تقسیمات کشوری مهم (ایالت‌ها یا استان‌های) کشورهای موجود در استاندارد ایزو ۳۱۶۶-۱ تعریف می‌کند.
هر کد شامل دو بخش می‌گردد که توسط علامت - جدا می‌گردند.
- بخش نخست MO که در ایزو ۳۱۶۶-۱ آلفا-۲ کد  کشور ماکائو است.
- بخش دوم شامل یک یا دو یا سه حرف است که بیان‌کننده استان یا ایالت کشور ماکائو می‌باشد.